# Ga Tây Môn
Tây Môn (tiếng Trung: 西門; bính âm: Xīmén) là một ga tàu điện ngầm ở Đài Bắc, Đài Loan thuộc Hệ thống đường sắt đô thị Đài Bắc. Nhà ga được đặt tên vì trước đây nó là cửa ngõ phía Tây của thành phố.

## Tổng quan

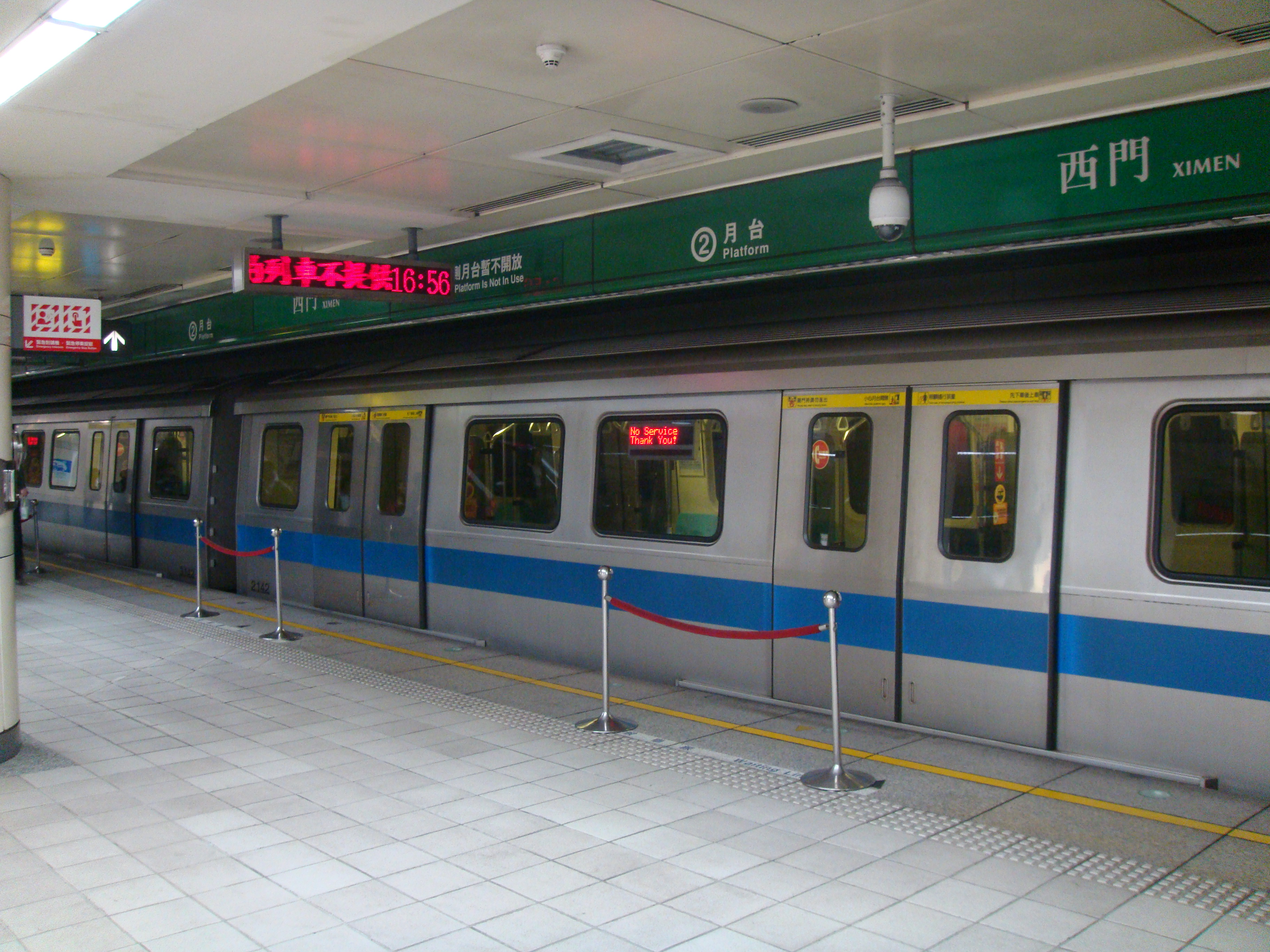
Sân ga 2 vào năm 2008

Nhà ga gồm 3 tầng nằm dưới lòng đất với 2 sân ga và 6 lối thoát, nối trực tiếp với khu trung tâm mua sắm và khách sạn Diary of Ximen. Hai sân ga nằm chồng lên nhau, và là nhà ga chuyển đổi cho Tuyến Xanh và Tuyến xanh dương. Vào tháng 11 năm 2010, lượng khách hằng ngày của ga Tây Môn là 112.000, khiến nó trở thành nhà ga đông đúc thứ tư trên toàn hệ thống, đứng sau Ga Đài Bắc, Tòa thị chính Đài Bắc và Ga Zhongxiao Fuxing.
Nó nằm bên dưới đường Zhonghua, ở ngã tư đường Chengdu, Hengyang, và Baoqing. Nhà ga còn nối với Thư viện công cộng Tây Môn (tên không chính thức là thư viện công cộng Đài Bắc).
Lối thoát 6 được sử dụng nhiều bởi số lượng người đến khu vực mua sắm Tây Môn Đình. Lối thoát nằm ở đầu đường khu vực đi bộ. Nhà ga thường đông đúc vào cuối tuần, đặc biệt là buổi chiều.